# Anthaxia delagoana
Anthaxia delagoana es una especie de escarabajo del género Anthaxia, familia Buprestidae. Fue descrita científicamente por Obenberger en 1917.